# John Bostwick (Politiker, 1939)
John Henry Bostwick (* 3. Mai 1939 in Nassau, Bahamas) ist ein Politiker der Free National Movement (FNM) der Bahamas.

## Leben
Bostwick, Sohn von Edmond Charles Bostwick und Maud Aleen Johnson, absolvierte nach dem Schulbesuch ein Studium der Rechtswissenschaften an der University of Exeter, das er 1963 mit einem Bachelor of Laws (LL.B.) abschloss. Im Anschluss war er als Rechtsanwalt sowie als Kronanwalt (Crown Counsel) der Regierung tätig. Mitte der 1970er Jahre begann er sein politisches Engagement im Free National Movement (FNM), deren Vorsitzender er zwischen 1977 und 1982 war. Im Anschluss war er von 1982 bis 1987 erstmals Mitglied des Senats. 1992 wurde er erneut Mitglied des Senats und fungierte zwischen 1992 und 2002 als Präsident des Senats.
Bostwick ist seit dem 30. August 1961 mit Janet Gwenette Musgrove verheiratet, die unter anderem Generalstaatsanwältin und Außenministerin war. Aus dieser Ehe gingen die vier Kinder Margot, Kelley, Lisa und John hervor.

## Weblink
- Eintrag in Caribbean Elections

| Personendaten    | Personendaten                             |
| ---------------- | ----------------------------------------- |
| NAME             | Bostwick, John                            |
| ALTERNATIVNAMEN  | Bostwick, John Henry (vollständiger Name) |
| KURZBESCHREIBUNG | bahamaischer Politiker                    |
| GEBURTSDATUM     | 3. Mai 1939                               |
| GEBURTSORT       | Nassau, Bahamas                           |